# ليني وولف
ليني وولف (بالألمانية: Lenny Wolf)‏ هو مغني ألماني، ولد في 11 مارس 1962 في هامبورغ في ألمانيا.

## وصلات خارجية
- ليني وولف على موقع ميوزك برينز (الإنجليزية)
- ليني وولف على موقع ديسكوغز (الإنجليزية)